# Mistrzostwa Europy w Saneczkarstwie 1994
34. Mistrzostwa Europy w saneczkarstwie 1994 odbyły się w niemieckim Schönau am Königssee. W tym mieście mistrzostwa odbyły się już szósty raz (wcześniej w 1967, 1972, 1973, 1977 oraz 1988). Rozegrane zostały cztery  konkurencje: jedynki kobiet, jedynki mężczyzn, dwójki mężczyzn oraz zawody drużynowe. W tabeli medalowej najlepsze były Włochy.

## Wyniki

### Jedynki kobiet
| Medal | Zawodniczka          | Narodowość | Czas | Strata |
| ----- | -------------------- | ---------- | ---- | ------ |
|       | Gerda Weissensteiner | Włochy     |      |        |
|       | Jana Bode            | Niemcy     |      |        |
|       | Gabriele Kohlisch    | Niemcy     |      |        |

### Jedynki mężczyzn
| Medal | Zawodnik       | Narodowość | Czas | Strata |
| ----- | -------------- | ---------- | ---- | ------ |
|       | Markus Prock   | Austria    |      |        |
|       | Georg Hackl    | Niemcy     |      |        |
|       | Armin Zöggeler | Włochy     |      |        |

### Dwójki mężczyzn
| Medal | Zawodnicy                    | Narodowość | Czas | Strata |
| ----- | ---------------------------- | ---------- | ---- | ------ |
|       | Hansjörg Raffl/Norbert Huber | Włochy     |      |        |
|       | Kurt Brugger/Wilfried Huber  | Włochy     |      |        |
|       | Yves Mankel/Thomas Rudolph   | Niemcy     |      |        |

### Drużynowe
| Medal | Zawodnicy                                                                                       | Narodowość | Punkty | Strata |
| ----- | ----------------------------------------------------------------------------------------------- | ---------- | ------ | ------ |
|       | Armin Zöggeler/Norbert Huber/Gerda Weissensteiner/Natalie Obkircher/Kurt Brugger/Wilfried Huber | Włochy     |        |        |
|       | Georg Hackl/René Friedl/Jana Bode/Gabriele Kohlisch/Yves Mankel/Thomas Rudolph                  | Niemcy     |        |        |
|       | Markus Prock/Markus Schmidt/Doris Neuner/Andrea Tagwerker/Tobias Schiegl/Markus Schiegl         | Austria    |        |        |

## Klasyfikacja medalowa
| Miejsce | Państwo |   |   |   | Razem |
| ------- | ------- | - | - | - | ----- |
| 1.      | Włochy  | 3 | 1 | 1 | 5     |
| 2.      | Austria | 1 | 0 | 1 | 2     |
| 3.      | Niemcy  | 0 | 3 | 2 | 5     |